# Ararat Mirzoyan
Ararat Mirzoyan (in armenoԱրարատ Միրզոյան; Erevan, 23 novembre 1979) è un politico e giornalista armeno, attuale Ministro degli affari esteri dell'Armenia..

## Biografia

### Carriera professionale
Prima del suo ingresso in politica ha lavorato con diverse agenzie giornalistiche, aziende internazionalistiche, enti statali. Tra questi: il Museo del Genocidio, International Foundation for Electoral Systems, la HSBC, la REGNUM News Agency.

### Attività politica
Come membro fondatore del Partito dei Contratto Civile ha corso sotto la coalizione Una via d'uscita durante le elezioni parlamentari del 2017 ed è stato eletto per rappresentare il terzo distretto elettorale, costituito dai quartieri Malatia-Sebastia e Shengavit di Erevan.
Mirzoyan è stato protagonista nella Rivoluzione di velluto del 2018 contro la transizione di Serzh Sargsyan da Presidente della Repubblica al ruolo di Primo ministro dell'Armenia. In particolare, l'11 aprile 2018, durante un discorso nell'Assemblea nazionale, accese fumogeni per richiamare l'attenzione sulle proteste pianificate, che alla fine portarono alle dimissioni di Sargsyan: questa azione fu fatta materialmente insieme alla collega Lena Nazaryan.
Dal 2016 è entrato a far parte del Consiglio direttivo del Partito Contratto Civile. Nello stesso anno è stato insignito con un certificato d'onore del Ministero della Difesa della Repubblica d'Armenia.
Nel maggio 2018, dopo che Nikol Pashinyan è diventato Primo ministro, Mirzoyan è stato nominato Primo Vice Primo Ministro sotto la nuova amministrazione, e per questo si è dovuto dimettere da parlamentare.
Nelle elezioni del 2018 è stato rieletto all'interno dell'Assemblea nazionale armena.

### Presidenza dell'Assemblea nazionale armena
Il 14 gennaio 2019 l'Alleanza "My step" ha ufficialmente candidato Mirzoyan alla Presidenza dell'Assemblea nazionale armena.
Alle 14:51 (ora armena) del medesimo giorno è stato eletto Presidente dell'Assemblea nazionale armena.

### Ministro degli Affari Esteri
Il 19 agosto 2021, dopo che Armen Grigorian venne sollevato dal suo incarico di Primo Vice Ministro degli Esteri della Repubblica di Armenia, Ararat Mirzoyan fu nominato Ministro degli Esteri dell'Armenia.